# Salantai
Salantai ( escoltar (?·pàg.)) és una petita ciutat del districte municipal de Kretinga, al comtat de Klaipėda. Salantai porta el nom del riu Salantas, que travessa la ciutat. El nom deriva de la paraula lituana salantais, que significa «congelació».

## Història

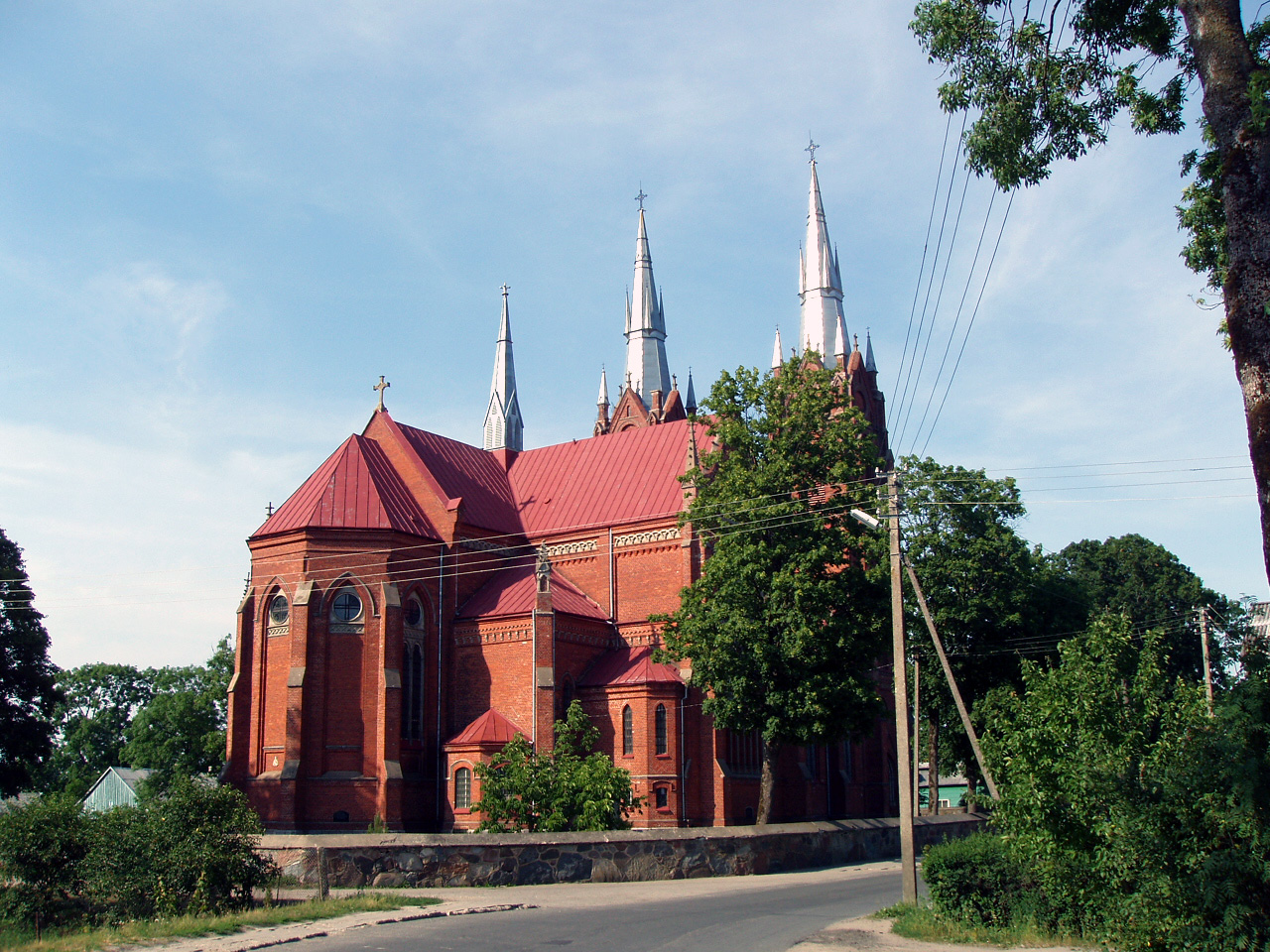
Església de Salantai

Aquesta ciutat és coneguda per dos famosos rabins: el rabí Yisroel Salanter i el seu mestre, el rabí Zundel Salant, que va passar la major part de la seva vida a Salantai.
Aleksandras Bendikas, un important contrabandista de llibres en lituà impresos en alfabet llatí (knygnešiai) a l'època de prohibició, es va establir a Salantai.